# Pesolansaari (ö i Norra Karelen)
Pesolansaari är en ö i Finland. Den ligger i sjön Pyhäselkä och i kommunen Libelits i den ekonomiska regionen  Joensuu ekonomiska region  och landskapet Norra Karelen, i den sydöstra delen av landet, 400 km nordost om huvudstaden Helsingfors. Öns area är 2,87 kvadratkilometer och dess största längd är 4,5 kilometer i sydöst-nordvästlig riktning.